# اتفاقية التجارة الحرة في أوروبا الوسطى
اتفاقية التجارة الحرة في أوروبا الوسطى (CEFTA) هي اتفاقية التجارة بين البلدان غير أعضاء في الاتحاد الأوروبي في جنوب شرق أوروبا.

## الأعضاء
اعتبارا من 1 يوليو 2013 أطراف الاتفاق CEFTA هم: ألبانيا، البوسنة والهرسك، جمهورية مقدونيا، مولدوفا، الجبل الأسود، صربيا وبعثة الأمم المتحدة للإدارة المؤقتة في كوسوفو (البعثة) بالنيابة عن جمهورية كوسوفو.
والأطراف السابقة: بلغاريا، كرواتيا، التشيك، المجر، بولندا، رومانيا، سلوفاكيا و سلوفينيا . انتهت عضوية CEFTA بها عندما أصبحت الدول الأعضاء في الاتحاد الأوروبي (EU).
| أحزاب الاتفاقية                              | أحزاب الاتفاقية                              | الانضمام | المغادرة |
| -------------------------------------------- | -------------------------------------------- | -------- | -------- |
| بولندا                                       | بولندا                                       | 1992     | 2004     |
| المجر                                        | المجر                                        | 1992     | 2004     |
| تشيكوسلوفاكيا                                | جمهورية التشيك (1993)                        | 1992     | 2004     |
| تشيكوسلوفاكيا                                | سلوفاكيا (1993)                              | 1992     | 2004     |
| سلوفينيا                                     | سلوفينيا                                     | 1996     | 2004     |
| رومانيا                                      | رومانيا                                      | 1997     | 2007     |
| بلغاريا                                      | بلغاريا                                      | 1999     | 2007     |
| كرواتيا                                      | كرواتيا                                      | 2003     | 2013     |
| مقدونيا                                      | مقدونيا                                      | 2006     | —        |
| ألبانيا                                      | ألبانيا                                      | 2007     | —        |
| البوسنة والهرسك                              | البوسنة والهرسك                              | 2007     | —        |
| مولدوفا                                      | مولدوفا                                      | 2007     | —        |
| الجبل الأسود                                 | الجبل الأسود                                 | 2007     | —        |
| صربيا                                        | صربيا                                        | 2007     | —        |
| بعثة الأمم المتحدة للإدارة المؤقتة في كوسوفو | بعثة الأمم المتحدة للإدارة المؤقتة في كوسوفو | 2007     | —        |